# Jair Lynch
Jair Lynch (Amherst (Massachusetts), 2 de octubre de 1971) es un gimnasta artístico estadounidense, especialista en la prueba de barras paralelas con la que ha logrado ser subcampeón olímpico en 1996.

## 1996
En los JJ. OO. de Atlanta (Estados Unidos) gana la plata en el ejercicio de barras paralelas, tras el ucraniano Rustam Sharipov (oro) y por delante del bielorruso Vitali Scherbo.